# 1950-es magyar gyeplabdabajnokság
Az 1950-es magyar gyeplabdabajnokság a huszonegyedik gyeplabdabajnokság volt. A bajnokságban négy csapat indult el, a csapatok egy kört játszottak. A bajnokságot ősszel játszották le, utána áttértek a tavaszi-őszi rendszerre.

## Tabella
| #  | Csapat          | M | Gy | D | V | G+ | G- | P |
| -- | --------------- | - | -- | - | - | -- | -- | - |
| 1. | Textiles SE     | 3 | 3  | 0 | 0 | 14 | 1  | 6 |
| 2. | Építők KSE      | 3 | 2  | 0 | 1 | 7  | 4  | 4 |
| 3. | ÉDOSZ SE        | 3 | 1  | 0 | 2 | 4  | 8  | 2 |
| 4. | Kőbányai Lombik | 3 | 0  | 0 | 3 | 0  | 11 | 0 |

* M: Mérkőzés Gy: Győzelem D: Döntetlen V: Vereség G+: Ütött gól G-: Kapott gól P: Pont